# Thomas Koorilos Chakkalapadickal
Thomas Koorilos Chakkalapadickal (Thomas Mar Koorilos, ur. 19 października 1958 w Kaddapra Mannar) – indyjski duchowny syromalankarski, od 2007 arcybiskup Tiruvalla.

## Życiorys
Święcenia kapłańskie przyjął 30 grudnia 1985 i został inkardynowany do eparchii Tiruvalla. Doktoryzował się z prawa kanonicznego na Papieskim Instytucie Wschodnim w Rzymie. Przez trzy lata pracował jako wikariusz parafialny, a następnie został sekretarzem biskupim i kapelanem dla wiernych malankarskich w Delhi. Po powrocie ze studiów doktoranckich został kanclerzem eparchii oraz jej wikariuszem sądowym.
9 maja 1997 został mianowany biskupem pomocniczym Tiruvalli i biskupem tytularnym Tigisi in Mauretania. Sakry biskupiej udzielił mu w miejscowej katedrze ówczesny eparcha Tiruvalli, Geevarghese Timotheos Chundevalel.
15 stycznia 2003 ogłoszono jego nominację na biskupa nowo utworzonej eparchii Muvattupuzha. 6 lutego 2003 kanonicznie objął urząd.
26 marca 2007 został prekonizowany metropolitą Tiruvalli, zaś 2 maja 2007 odbyła się jego intronizacja.
W 2013 został sekretarzem Synodu Katolickiego Kościoła Syromalankarskiego.